# IHL 1970/71
Die Saison 1970/71 war die 26. reguläre Saison der International Hockey League. Während der regulären Saison bestritten die sieben Teams jeweils 72 Spiele. In den Play-offs setzten sich die Port Huron Flags durch und gewannen den zweiten Turner Cup in ihrer Vereinsgeschichte.

## Teamänderungen
Folgende Änderungen wurden vor Beginn der Saison vorgenommen:
- Die Columbus Checkers wurden inaktiv.
- Die Toledo Blades wurden verkauft und in Toledo Hornets umbenannt.

## Reguläre Saison

### Abschlusstabelle
Abkürzungen: GP = Spiele, W = Siege, L = Niederlagen, T = Unentschieden, OTL = Niederlage nach Overtime, GF = Erzielte Tore, GA = Gegentore, Pts = Punkte
|                      | GP | W  | L  | T  | GF  | GA  | Pts |
| -------------------- | -- | -- | -- | -- | --- | --- | --- |
| Muskegon Mohawks     | 72 | 43 | 24 | 5  | 300 | 212 | 91  |
| Des Moines Oak Leafs | 72 | 38 | 23 | 11 | 286 | 233 | 87  |
| Dayton Gems          | 72 | 36 | 29 | 7  | 263 | 263 | 79  |
| Flint Generals       | 72 | 33 | 32 | 7  | 247 | 224 | 73  |
| Fort Wayne Komets    | 72 | 28 | 32 | 12 | 221 | 233 | 68  |
| Port Huron Flags     | 72 | 25 | 36 | 11 | 248 | 292 | 61  |
| Toledo Hornets       | 72 | 17 | 44 | 11 | 211 | 319 | 45  |

## Turner-Cup-Playoffs

### Viertelfinale
- Port Huron Flags – Muskegon Mohawks 4:2 Siege
- Des Moines Oak Leafs – Fort Wayne Komets 4:1 Siege
- Dayton Gems – Flint Generals 4:3 Siege

### Halbfinale
Im Halbfinale trafen die Port Huron Flags, Des Moines Oak Leafs und Dayton Gems aufeinander, wobei Des Moines und Dayton je drei Spiele bestritten, während Port Huron nur zwei Spiele bestritt. Für das Finale qualifizierten sich schließlich Port Huron und Des Moines.

### Finale
- Port Huron Flags – Des Moines Oak Leafs 4:2 Siege

## Vergebene Trophäen

### Mannschaftstrophäen
| Auszeichnung                                          | Team             |
| ----------------------------------------------------- | ---------------- |
| Turner Cup Gewinner der IHL-Playoffs                  | Port Huron Flags |
| Fred A. Huber Trophy Bestes Team der regulären Saison | Muskegon Mohawks |

### Individuelle Trophäen
| Auszeichnung                                                       | Spieler       | Team                 |
| ------------------------------------------------------------------ | ------------- | -------------------- |
| James Gatschene Memorial Trophy MVP der regulären Saison           | Lyle Carter   | Muskegon Mohawks     |
| Leo P. Lamoureux Memorial Trophy Bester Scorer                     | Darrel Knibbs | Muskegon Mohawks     |
| Governor’s Trophy Bester Verteidiger                               | Bob LePage    | Des Moines Oak Leafs |
| James Norris Memorial Trophy Torhüter mit den wenigsten Gegentoren | Lyle Carter   | Muskegon Mohawks     |
| Garry F. Longman Memorial Trophy Bester Rookie                     | George Agar   | Flint Generals       |
| Garry F. Longman Memorial Trophy Bester Rookie                     | Herb Howdle   | Dayton Gems          |